# Diavoli Hockey Club Milan
 (décembre 2015).
Si vous disposez d'ouvrages ou d'articles de référence ou si vous connaissez des sites web de qualité traitant du thème abordé ici, merci de compléter l'article en donnant les références utiles à sa vérifiabilité et en les liant à la section « Notes et références ».
Le Diavoli hockey Club Milan, surnommé les Diables de Milan (en italien : Diavoli Milano) est un club hockey sur glace italien basé à Milan qui a existé de 1956 à 1979.

## Historique
Le club né de la fusion entre le Hockey Club Milan et le HC Diavoli Rossoneri Milan les deux plus important clubs d'Italie qui ont remporté 21 des 22 premières éditions du championnat d'Italie. À la suite de annulation du championnat 1956 en raison des Jeux olympiques de Cortina d'Ampezzo une crise financière fragilise les deux équipes milanaises. Une nouvelle équipe est ainsi créée sous le nom de Hockey Club Milan-Inter, qui devient le Diavoli hockey Club Milan en 1958.

## Palmarès
- Championnat d'Italie : 
  - Champion : 1958, 1960
- Coupe Spengler
  - Finaliste : 1958